# 2009 par pays en Europe
Chronologie de l'Europe : Les évènements par pays de l'année 2009 en Europe. Les évènements thématiques sont traités dans 2009 en Europe.
2007 par pays en Europe - 2008 par pays en Europe - 2009 - 2010 par pays en Europe - 2011 par pays en Europe
Chronologie de l’Europe
- 2005
- 2006
- 2007
- 2008
- 2009
- 2010
- 2011
- 2012
- 2013